# Vasco Rocha
Vasco André Moreira Rocha (Paredes, 29 gennaio 1989) è un calciatore portoghese, centrocampista del Paredes.

## Caratteristiche tecniche
È un centrocampista centrale.

## Palmarès

### Club

#### Competizioni nazionali
- Campeonato de Portugal: 1

Trofense: 2020-2021